# 1479
Пізнє Середньовіччя •  Відродження •  Реконкіста •  Ганза •  Ацтецький потрійний союз •  Імперія інків

## Геополітична ситуація
Османську державу очолює Мехмед II Фатіх (до 1481). Імператором Священної Римської імперії є Фрідріх III. У Франції королює Людовик XI (до 1483).
Апеннінський півострів розділений: північ належить Священній Римській імперії, середню частину займає Папська область, південь належить Неаполітанському королівству. Могутніми державними утвореннями півночі є Венеційська республіка, Флорентійська республіка, Генуезька республіка та герцогство Міланське.
Кастилія і Леон та Арагонське королівство об'єдналися в Іспанське королівство, де правлять католицькі королі Фердинанд II Арагонський (до 1516) та Ізабелла I Кастильська (до 1504).
В Португалії королює Афонсо V (до 1481). Під владою маврів залишилися тільки землі на самому півдні Піренейського півострова.
Едуард IV є королем Англії (до 1483), королем Данії та Норвегії — Кристіан I (до 1481), Швецію очолює регент Стен Стуре Старший (до 1497). Королем Угорщини є Матвій Корвін (до 1490), а Богемії — Владислав II Ягелончик. У Польщі королює, а у Великому князівстві Литовському княжить Казимир IV Ягеллончик (до 1492).
Частина руських земель перебуває під владою Золотої Орди. Галичина входить до складу Польщі. Волинь належить Великому князівству Литовському. Московське князівство очолює Іван III Васильович (до 1505).
На заході євразійських степів від Золотої Орди відокремилися Казанське ханство, Кримське ханство, Ногайська орда. У Єгипті панують мамлюки. У Китаї править династія Мін. Значними державами Індостану є Делійський султанат, Бахмані, Віджаянагара. В Японії триває період Муроматі.
У Долині Мехіко править Ацтецький потрійний союз на чолі з Ашаякатлем (до 1481). Цивілізація мая переживає посткласичний період. В Імперії інків править Тупак Юпанкі (до 1493).

## Події
- 25 серпня в московському Кремлі освячено Успенський собор.
- Після смерті Хуана II королем Арагону став його син Фердинанд II Арагонський. Разом зі свою дружиною Ізабеллою Кастильською він об'єднав Арагон і Кастилію в Іспанське королівство.
- 4 вересня укладено Алкасовашський договір, що завершив чотирирічну війну між Кастилією та Португалією за кастильську спадщину. Іспанія отримала контроль над Канарськими островами і визнала монополію Португалії на торгівлю вздовж західного узбережжя Африки.
- У Константинополі укладено мирний договір між турками та Венецією, за яким Венеція поступалася територіями й повинна була сплачувати данину. Турецькі війська захопили місто Шкодер і встановили контроль над усією Албанією.
- Угорські війська завдали поразки туркам у битві на Хлібовому полі.
- Максиміліан I Габсбург дав відсіч французькому вторгненню в Нідерланди.
- Засновано Копенгагенський університет.